# Kasteel van Lovendegem

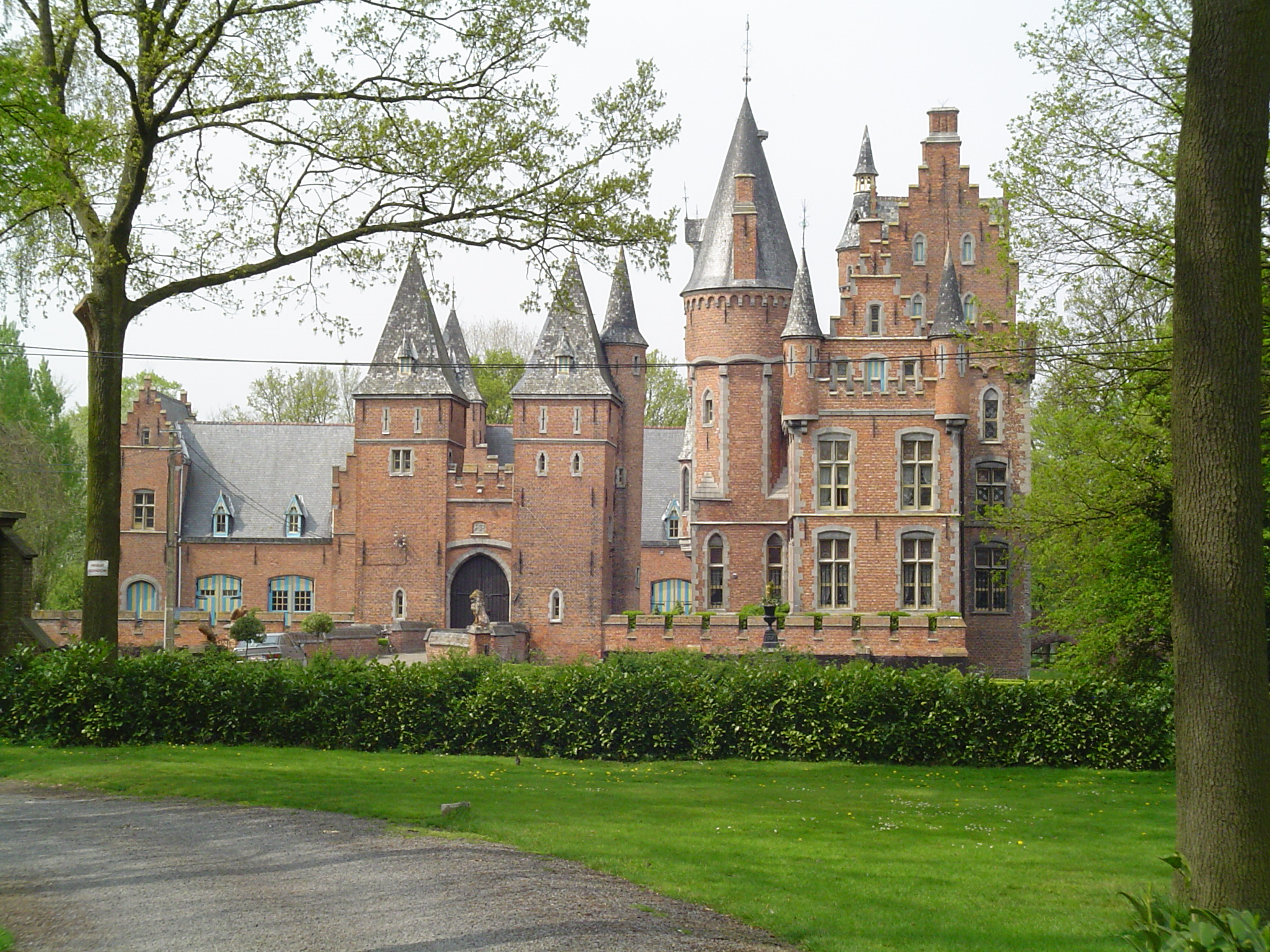
Kasteel van Lovendegem

Het Kasteel van Lovendegem is een kasteel in de tot de Oost-Vlaamse gemeente Lievegem behorende plaats Lovendegem, gelegen aan Kasteeldreef 124-130.

## Geschiedenis

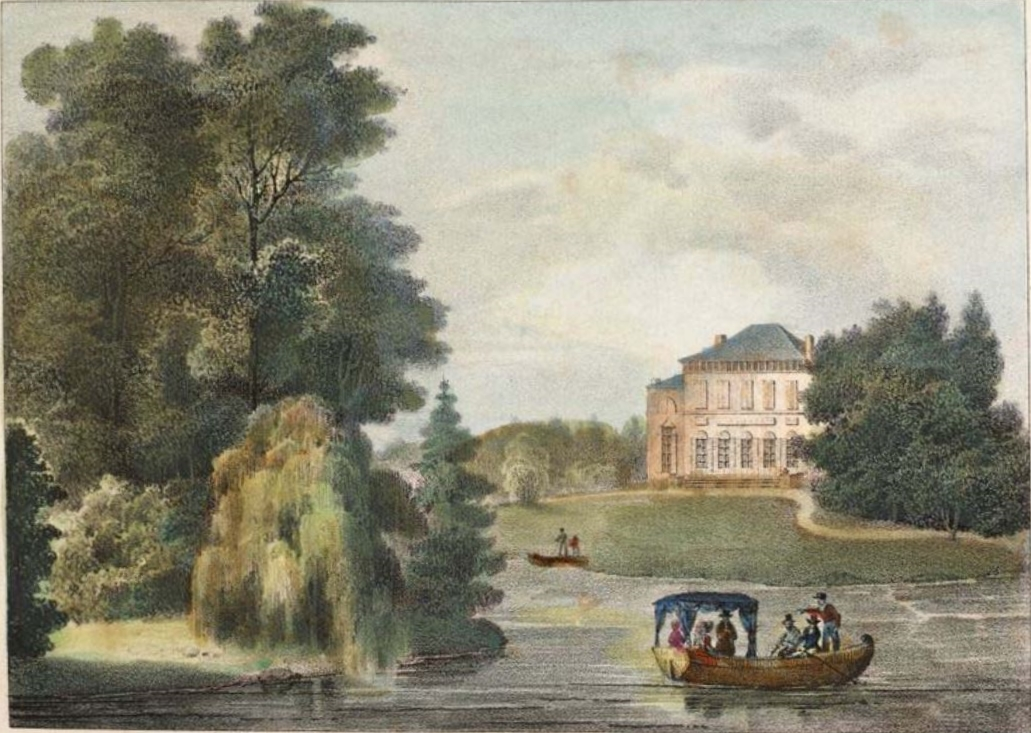
Het kasteel omstreeks 1830

Oorspronkelijk was dit de zetel van de heren van Lovendegem, aanvankelijk de familie Van Lovendegem, bekend van de 13e of 14e eeuw. In 1462 kwam de heerlijkheid aan Filips de Goede die ook graaf van Vlaanderen was. De inboedel van het kasteel werd van 1550-1552 verkocht door Keizer Karel V en uiteindelijk werd de heerlijkheid verkocht aan ridder Joos Triest. In 1700 kwam deze aan Gillis Dons, welke in 1716 verheven werd tot baron en de familienaam veranderde in Dons de Lovendeghem. Daarna bleef het kasteel eeuwenlang in bezit van deze familie. In 1918 werd baron I. Dons de Lovendeghem hier vermoord.
Het eigenlijke kasteel was oorspronkelijk waarschijnlijk een donjon met een klein huis. In de 17e eeuw werd door Joos Triest een noordelijke vleugel met kapel bijgebouwd. In 1721 werd dan in opdracht van Gillis Dons de rechtervleugel en een nieuwe voorgevel gebouwd. In 1858 en 1888 werd het kasteel nog gewijzigd, in 1888 naar ontwerp van Pieter Van Kerkhove.

## Gebouw
Het betreft een groot, indrukwekkend omgracht kasteel dat toegankelijk is via een stenen brug en een door twee torens geflankeerd poortgebouw van 1888. Het eigenlijke kasteel heeft een 17e en 18e eeuwse kern en verder in eclectische stijl gewijzigd in 1888. Haaks hierop, en evenals het kasteel uitkijkend op de binnenplaats, zijn dienstgebouwen, herbouwd in neogotische stijl in 1858. Er zijn diverse torentjes en trapgevels aan het gebouw te onderscheiden. Een achteruitgang leidt naar de tuin.
Op het voorplein vindt men enkele bijgebouwen en de voormalige kasteelhoeve. Op de plaats waar de baron werd vermoord is een gedachteniskapelletje opgericht.